# Paul Günther (Mathematiker, 1926)
Paul Anton Günther (* 7. Mai 1926 in Hohenfichte; † 1. April 1996 in Leipzig) war ein deutscher Mathematiker, der sich mit partiellen Differentialgleichungen befasste.
Günther studierte ab 1947 an der Universität Leipzig, an der er 1950 bei Ernst Hölder mit der Arbeit Zur Gültigkeit des Huygensschen Prinzips bei partiellen Differentialgleichungen vom normalen hyperbolischen Typus promoviert wurde. 1955 habilitierte er sich und 1960 wurde er zum Professor berufen. 1987 wurde er emeritiert.
Er befasste sich insbesondere mit dem Problem von Jacques Hadamard, für welche partielle Differentialgleichungen das huygenssche Prinzip gilt. Er schrieb darüber eine Monographie. 1965 gab er ein Gegenbeispiel zur Hadamard-Vermutung in vier Raum-Zeit-Dimensionen (in höheren Dimensionen hatte schon Karl-Ludwig Stellmacher in den 1950er Jahren Gegenbeispiele gegeben). Die Vermutung besagt, dass nur die gewöhnliche Wellengleichung das Huygensprinzip erfüllt. Er befasste sich auch mit Differentialgeometrie und globaler Analysis.
Zu seinen Doktoranden gehört Volkmar Wünsch, der später als Professor nach Jena berufen wurde.
Paul Günther war von 1969 bis 1971 Direktor der Sektion Mathematik der Universität Leipzig. Ab 1982 war er Mitglied der Deutschen Akademie der Naturforscher Leopoldina. 1976 wurde er mit der Ehrennadel der Karl-Marx-Universität Leipzig ausgezeichnet. 1985 erhielt er die Humboldt-Medaille in Bronze.

## Schriften
- Zur Gültigkeit des Huygensschen Prinzips bei partiellen Differentialgleichungen vom normalen hyperbolischen Typus. In: Sitzungsberichte der Sächsischen Akademie der Wissenschaften Leipzig. Mathematisch-Naturwissenschaftliche Klasse. Band 100, 1952, S. 1.
- Huygens principle and hyperbolic equations. Academic Press 1988.
- Ein Beispiel einer nichttrivialen Hugensschen Differentialgleichung mit vier unabhängigen Variablen. In: Arch. Rat. Mech. Anal. 18, 1965, S. 103.
- mit Klaus Beyer, Volkmar Wünsch, Siegfried Gottwald: Grundkurs Analysis. 4 Bände. Teubner, Leipzig ab 1972.